# Gernot Rumpold

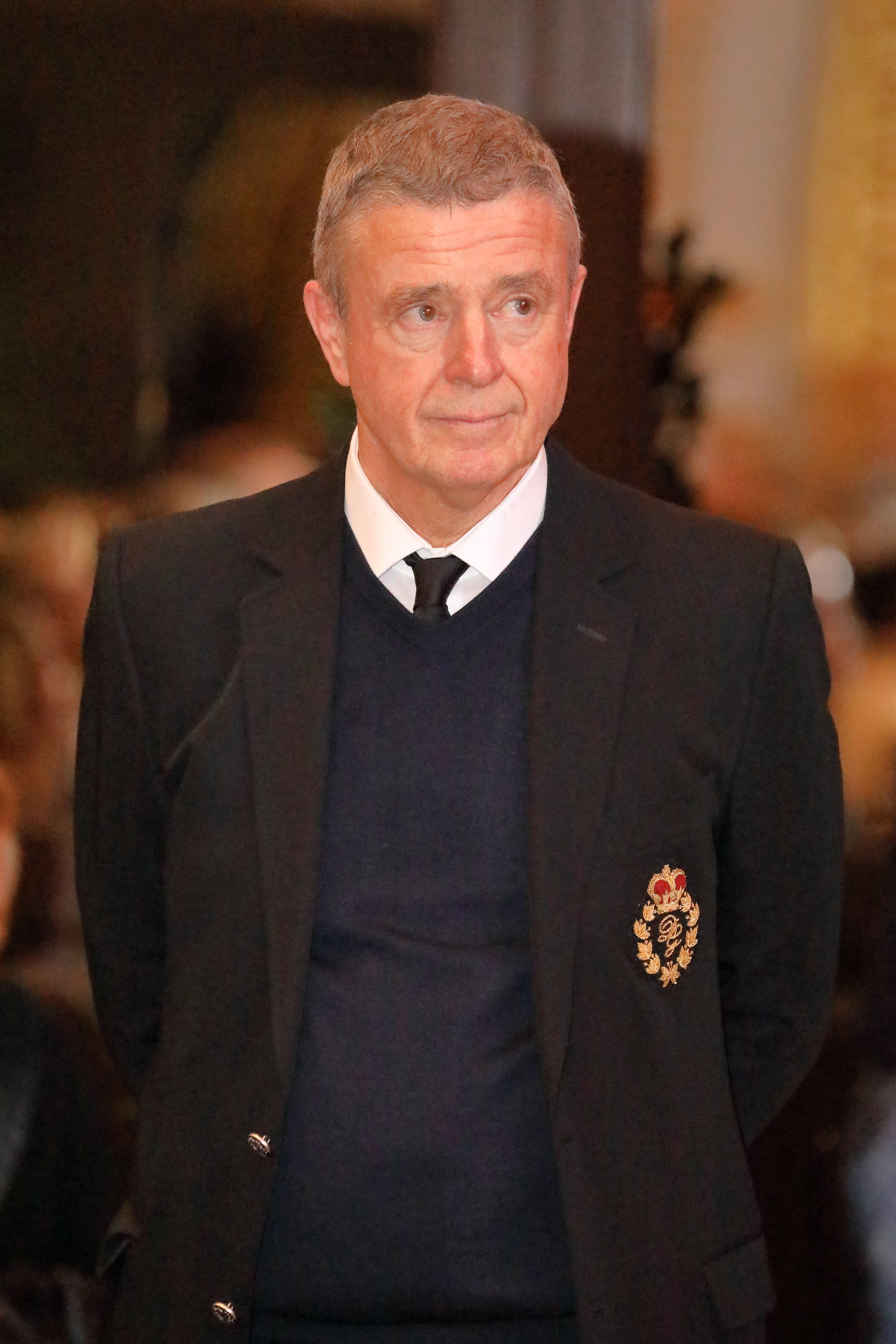
Gernot Rumpold (2020)

Gernot Rumpold (* 11. September 1957 in Villach) ist ein ehemaliger österreichischer Politiker (HC, früher FPÖ).

## Leben
Gernot Rumpold besuchte die  Höhere Bundeslehr- und Versuchsanstalt in Pinkafeld  und war danach von 1980 bis 1982 Technischer Angestellter im Heizungs- und Lüftungsbau; ab 1994 war er Geschäftsführer der Werbeagentur FP-1998 Werbeberatungs GesmbH.
Seine politische Laufbahn begann Rumpold 1982 als Organisationsreferent (bis 1984), von 1984 bis 1986 war er Landesgeschäftsführer der FPÖ Kärnten, 1986 persönlicher Referent des Bundesparteiobmannes der FPÖ, von 1989 bis 1990 Mitglied des Bundesrates und schließlich ab 1990 Bundesgeschäftsführer der FPÖ.
Als sein politischer Ziehvater gilt Jörg Haider, in dessen Buberlpartie, der neben Rumpold auch Peter Westenthaler, Walter Meischberger und Karl-Heinz Grasser angehörten, er rasch Karriere machte.
Als Haiders „Mann fürs Grobe“ fiel Rumpold immer wieder durch rüpelhaftes Benehmen bis hin zu tätlichen Angriffen und Kriminalisierungsversuchen politischer Gegner auf.

## Eurofighter-Affäre
Gernot Rumpold wurde in Teilen der österreichischen Presse vorgeworfen, im Zuge der Beschaffung von Abfangjägern für das österreichische Bundesheer überhöhte Zahlungen an seine Firmen erhalten zu haben. Die Auftragsvergaben wurden als undurchsichtig und politisch beeinflusst dargestellt. Durch seine Aussageverweigerung vor einem parlamentarischen Untersuchungsausschuss zum Thema Eurofighter-Beschaffung unter Berufung auf Betriebsgeheimnisse trugen Rumpold und seine Frau Erika selbst dazu bei.
Für den Eurofighter existiert laut einem Bericht des Magazins News ein Werbevertrag im Wert von fast 6,6 Millionen Euro. Der von Erhard Steininger vermittelte Auftrag sei an die Agentur 100 % Communications vergeben worden, die im Eigentum des früheren BZÖ-Wahlkampfleiters Gernot Rumpold steht.
Nur rund einem Drittel der 6,6 Millionen Euro konnten bei einem  parlamentarischen Untersuchungsausschuss 2007 nachvollziehbare Leistungen gegenübergestellt werden, wodurch der Verdacht, dass für die restlichen Beträge Scheinrechnungen oder überhöhte Rechnungen ausgestellt wurden,  nie ausgeräumt wurde. So wurden laut einem Bericht der österreichischen Zeitschrift profil von der Agentur 96.000 Euro für eine Pressekonferenz verrechnet. Rumpold verrechnete der FPÖ 30.000 Euro (inkl. MwSt.) für die „Organisation und Durchführung“ des FP-Parteitags am 23. März 2005. Laut Brancheninformationen hatte die erbrachte Leistung einen Wert von 1000 bis 5000 Euro.

## Strafverfahren
Am 9. August 2013 wurde Rumpold in der sogenannten Telekom-Austria-Affäre wegen Beitrags zur Untreue zu drei Jahren unbedingter Haft und zur Zahlung von 600.000 Euro an die Telekom Austria verurteilt. Am 25. November 2015 verwarf der Oberste Gerichtshof (OGH) die Nichtigkeitsbeschwerde und Berufung Rumpolds, womit seine erstinstanzliche Verurteilung rechtskräftig wurde. In derselben Causa stand Rumpold 2016 wegen Falschaussage erneut vor Gericht. Auch andere Personen, darunter Rudolf Fischer, wurden in diesem Verfahren zu nicht rechtskräftigen Haftstrafen verurteilt. Das Finanzamt wertete nach einem Bericht der österreichischen Zeitung Falter die Zahlung ursprünglich als „verdeckte Gewinnausschüttung“ in der Höhe von 764.539 Euro  an die FPÖ, wobei er selbst 2,5 Millionen Euro verdient hätte. Im Telekom-III-Verfahren wurde Rumpold am 23. August 2016 nicht rechtskräftig zu elf Monaten unbedingter Haft und 22 weiteren auf Bewährung verurteilt.

## Insolvenz
Am 30. Juli 2014 wurde beim Handelsgericht Wien unter der Geschäftszahl  3 S 97/14f der Konkurs über sein Vermögen eröffnet.